# Bon dia, bonica
Bon dia, bonica va ser una sèrie de televisió que es va emetre en el canal autonòmic valencià Canal Nou (Canal 9). Està rodada a la població de Loriguilla pertanyent a la comarca del Camp de Túria, i una altra part en el Mercat Central de València. Composta per dues temporades, entre els anys 2010 i 2011 i finalitzada en el 2012. Era emesa de dilluns a divendres a partir de les 15.30 hores.
La sèrie narra la vida dels veïns del barri de la Marina, un entorn fictici perfectament recognoscible per la majoria dels valencians. El títol de la sèrie respon a la típica salutació dels venedors de qualsevol mercat valencià, escenari on es desenvolupa la trama.
El 2012 va rebre un dels Premis Iris de l'Acadèmia de les Ciències i les Arts de Televisió d'Espanya.

## Repartiment
- Mireia Perez - Anna Ferrer
- Jaime Pujol - Carlos Palacios
- Pilar Almeria - Pilar Ballester
- Alícia Ramírez - Irene
- Amparo Ferrer Baguena - Remei Pujades
- Xavier Enguix - Joan
- Marina alegre - María Palacios
- Héctor Juezas - Arnau Rocher
- Eric Francés - Voro
- Rafael Calatayud - Colau Sanchís
- Joan Manuel Gurillo - Xavi
- Álvaro Morte - Román segona temporada
- Richard Collins-Moore - segona temporada
- Elisa Lledó - inspectora Buenache segona temporada
- Paco Trenzano - Rafa
- Vanessa Cano - Elisa
- Rafa Miragall - Ximo

## Directors
- Miguel Conde (2010-2011)
- Vicent Monsonís (2010)
- Alberto Fernandez-Arguelles (2010)
- Jon Koldo Berlanga (2010)